# Daísnel Barbán
Daísnel Barbán (* 27. Januar 2003) ist ein kubanischer Leichtathlet, der im Mittelstrecken- und Hindernislauf an den Start geht.

## Sportliche Laufbahn
Erste internationale Erfahrungen sammelte Daísnel Barbán im Jahr 2022, als er bei den NACAC-Meisterschaften in Freeport in 3:58,61 min den zehnten Platz im 1500-Meter-Lauf belegte. Im Jahr darauf gelangte er bei den Zentralamerika- und Karibikspielen (CAC) in San Salvador mit 3:45,99 min auf den fünften Platz.
2022 wurde Barbán kubanischer Meister im 3000-Meter-Hindernislauf sowie 2023 über 1500 Meter.

## Persönliche Bestleistungen
- 1500 Meter: 3:45,99 min, 6. Juli 2023 in San Salvador
- 3000 m Hindernis: 9:13,81 min, 7. Mai 2023 in Havanna